# Kærlighed (eksperimentalfilm)
 For alternative betydninger, se Kærlighed (flertydig). (Se også artikler, som begynder med Kærlighed)
Kærlighed er en dansk eksperimentalfilm fra 1970 instrueret af Peter Thorsboe efter eget manuskript.

## Handling
En reklamefilm om kærlighed.